# Lenore Kight
 Lenore M. Kight-Wingard  (ur. 26 września 1911 we Frostburgu, zm. 9 lutego 2000 w Cincinnati) – amerykańska pływaczka. Dwukrotna medalistka olimpijska.
Brała udział w dwóch igrzyskach olimpijskich (IO 32, IO 36), na obu zdobywała medale na dystansie 400 metrów stylem dowolnym. W 1932 zajęła drugie miejsce, przegrywając jedynie ze swoją rodaczką Helene Madison. W 1936 była trzecia. Pobiła 7 rekordów świata i 23 krajowe. W 1981 została przyjęta w poczet członków International Swimming Hall of Fame.